# 赤坂芳恵
赤坂 芳恵（あかさか よしえ、1968年7月20日 - ）は、日本の元アイドル。東京都出身。関東国際高等学校演劇科卒。160cm。45kg。

## 人物
- 元モモコクラブ2142番。
- 1985年9月27日に『夕やけニャンニャン』のオーディションに合格し、おニャン子クラブの会員番号26番として在籍。
  - しかし、学校側に無断で出演していたのが発覚、わずか1週間後の10月4日でおニャン子クラブを強制脱退され、当時通っていた学校からも放校処分（自主退学が認められない退学処分）を受けた。
  - その間、一度だけインフォメーションを担当したが、日直を担当することはなかった。
  - 脱退・（当時通っていた学校からの）放校処分後は、後に編入した高校のサポートをしていた劇団四季などミュージカル出演を目指していたが、高校卒業後はOLをしながらモデル業をこなし、1994年に同い年の編集者と結婚。